# Zosterop australià
El zosterop australià (Zosterops luteus) és un ocell de la família dels zosteròpids (Zosteropidae).

## Hàbitat i distribució
Habita manglars i boscos a la llarga de rius, a la costa del nord d'Austràlia, des del centre d'Austràlia Occidental, cap a l'oest fins a la Badia dels Taurons. Méa l'est al nord-est de Queensland a la Península del Cap York i cap al sud localment fins al riu Burdekin.